# Liste du patrimoine immobilier classé d'Anhée
Cette page regroupe l'ensemble du patrimoine immobilier classé de la ville belge d'Anhée.
| Objet | Année de construction / Architecte | Adresse      | Section communale | Coordonnées                      | Numéro d’inventaire | Illustration |
| --- | ---------------------------------- | ------------ | ----------------- | -------------------------------- | ------------------- | --- |
| L'église Notre-Dame de la Nativité (M) et ensemble formé par cette église et les terrains environnants (S) |                                    |              | Sosoye            | 50° 17′ 45″ nord, 4° 46′ 56″ est | 91005-CLT-0005-01   | L'église Notre-Dame de la Nativité (M) et ensemble formé par cette église et les terrains environnants (S) |
| Source 4 du Château d'Annevoie ainsi que ses abords |                                    |              | Annevoie-Rouillon | 50° 20′ 37″ nord, 4° 50′ 22″ est | 91005-CLT-0006-01   | Image manquanteTéléverser |
| Les façades et toitures du château d'Annevoie et la totalité des salles du rez-de-chaussée ainsi que les façades et toitures de la grange (M) et ensemble formé par le château, ses dépendances, les jardins et les abords (S) |                                    |              | Annevoie-Rouillon | 50° 20′ 42″ nord, 4° 50′ 36″ est | 91005-CLT-0007-01   | Les façades et toitures du château d'Annevoie et la totalité des salles du rez-de-chaussée ainsi que les façades et toitures de la grange (M) et ensemble formé par le château, ses dépendances, les jardins et les abords (S) |
| Ensemble formé par la source n° 1 et ses abords |                                    |              | Annevoie-Rouillon | 50° 19′ 48″ nord, 4° 49′ 37″ est | 91005-CLT-0008-01   | Image manquanteTéléverser |
| Ensemble formé par la source n° 2 et ses abords |                                    |              | Annevoie-Rouillon | 50° 20′ 24″ nord, 4° 50′ 10″ est | 91005-CLT-0009-01   | Image manquanteTéléverser |
| Ensemble formé par la source n° 3 et ses abords |                                    |              | Annevoie-Rouillon | 50° 20′ 33″ nord, 4° 50′ 05″ est | 91005-CLT-0010-01   | Image manquanteTéléverser |
| Les jardins du XVIIIe siècle |                                    |              | Annevoie-Rouillon | 50° 20′ 35″ nord, 4° 50′ 29″ est | 91005-CLT-0011-01   | Les jardins du XVIIIe siècle |
| Tilleul |                                    | Rue de Graux | Denée             | 50° 19′ 14″ nord, 4° 44′ 37″ est | 91005-CLT-0012-01   | Image manquanteTéléverser |
| Pelouse calcaire de Ransinelle dite de la montagne |                                    |              | Sosoye            | 50° 18′ 01″ nord, 4° 46′ 38″ est | 91005-CLT-0013-01   | Image manquanteTéléverser |
| Extension de classement du site formé par les ruines du château de Montaigle (+ONHAYE/Falaën) |                                    |              | Haut-le-Wastia    | 50° 17′ 44″ nord, 4° 48′ 54″ est | 91005-CLT-0015-01   | Extension de classement du site formé par les ruines du château de Montaigle (+ONHAYE/Falaën) |
| L'extension de classement du site formé par les ruines du château de Montaigle (+ONHAYE/Falaën) |                                    |              | Haut-le-Wastia    | 50° 17′ 44″ nord, 4° 48′ 54″ est | 91005-PEX-0001-01   | Image manquanteTéléverser |